# 法岛
法岛是位于丹麦西兰岛和法尔斯特岛之间的一座岛屿，面积约为0.93平方公里，行政上属于沃尔丁堡市。
连接西兰岛和法尔斯特岛的法岛大桥从法岛经过。法岛还通过堤坝与博岛相连。